# لهستان در المپیک تابستانی ۲۰۰۸

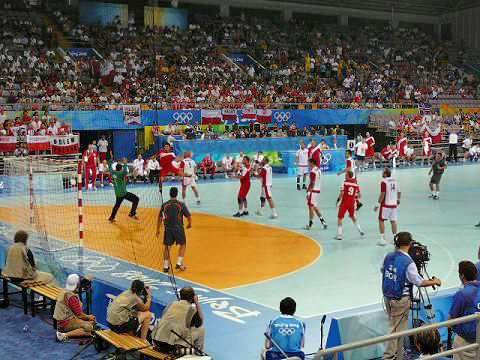
تیم ملی هندبال لهستان در بازی‌های المپیک تابستانی ۲۰۰۸

لهستان در بازی‌های المپیک تابستانی ۲۰۰۸ که در شهر پکن چین برگزار شد، کاروان لهستان با ۲۶۸ ورزشکار در این رقابت‌ها شرکت کرد و موفق به کسب ۱۰ مدال (۳ طلا، ۶ نقره، ۱ برنز) شد. در جدول رتبه‌بندی توزیع مدال‌ها، لهستان در ردهٔ ۲۰ مسابقات قرار گرفت.